# Pachydema abeillei
Pachydema abeillei är en skalbaggsart som beskrevs av Leon Fairmaire 1881. Pachydema abeillei ingår i släktet Pachydema och familjen Melolonthidae. Inga underarter finns listade i Catalogue of Life.